# 도널드 위니컷
도널드 우즈 위니컷(Donald Woods Winnicott, 1896.4.7 – 1971.1.25)은 영국의 소아과의사이자 정신분석학자로, 대상관계이론(object relations theory)과 발달심리학(developmental psychology) 분야에 특히 영향을 주었다. 영국정신분석협회(British Psychoanalytical Society)의 영국독립집단(British Psychoanalytical Society)의 주도 회원이자, 1956–1959년과 1965–1968년에 걸쳐 회장을 역임하였다. 마리온 밀너(Marion Milner)의 동료였다.
위니컷은 참자기와 거짓자기(true self and false self), 충분히 좋은 부모("good enough" parent), 그리고 그의 직업적 동료이자 재혼한 아내 클레어 위니컷(Clare Winnicott)으로부터 빌려온 이행대상(transitional object) 이론으로 유명하다. 『놀이와 현실(Playing and Reality)』 등 200여편을 저술하였다.

## 초창기 생애와 교육
위니컷은 1896년 4월 7일 영국 데본(Devon) 플리머스(Plymouth)에서 어머니 엘리자베스 마사 위니컷(Elizabeth Martha Winnicott, 결혼전 성 Woods)와 부친 존 프레데릭 위니컷 경(Sir John Frederick Winnicott) 사이에서 태어났다. 아버지는 상인이었으나 플리머스 시장을 두 번 역임한 이루 1924년 기사에 서훈되었다.
가족은 번영하였고 겉으로는 행복해 보였지만, 배후에서 위니컷은 우울증을 앓던 어머니는 물론 두 여형제와 보모의 압박을 받았다. 위니컷은 '어머니를 살아있게 하는 것을 통하여 내 삶(my living)을 만들어 가는 초기 유년기 경험에 대하여 이야기하였다. 아버지는 아들의 창의성을 북돋는 자유로운 사상가로서 아들에게 영향을 주었다. 위니컷은 어머니의 암울한 분위기를 누그러뜨리는 것으로부터 획득한 자기 절제를 통한 선함(goodness)에 반발함으로써 자신의 청소년기가 뒤틀렸다고 기술하였다. 이러한 자기인지의 씨앗은 비행청소년과의 작업에 보인 관심의 기반이 되었다.
쇄골 골절로 인하여서 자신을 치료하고 싶다는 바람을 일기에 쓴 이후, 위니컷은 처음으로 캠브리지(Cambridge)의 기숙학교인 레이스쿨(The Leys School)에서 의학을 공부하기로 생각했다. 1914년 캠브리지대학 지저스칼리지(Jesus College, Cambridge)에서 그는 생물학, 생리학, 해부학에 관하여서 전임상연구(preclinical study)를 시작하였다. 그러나 1차대전 발발로 캠브리지 임시병동에서 의학견습을 받는 중에 이러한 연구는 중단되었다. 1917년, 그는 왕립해군(Royal Navy) HMS 루시퍼(Lucifer) 구축함에서 군의관으로 복무하였다.
캠브리지에서 3등급 졸업 이후, 그는 런던의 성바르톨로뮤병원 의대(St Bartholomew's Hospital Medical College)에서 임상의학을 연구하기 시작하였다. 이때 그는 환자로부터 병력을 들을 때 경청하는 기술을 멘토로부터 배웠는데, 이 기술은 나중에 정신분석학자로서 자신의 경력에 대한 기반이 되었고 말한다.

## 안아주기 개념
위니컷은 아이와 엄마들과 함께 소아과적 작업을 하면서, 안아주기 환경(holding environment)에 관한 개념을 고안하였다. 그는 '건강의 기반은 평범한 엄마가 자기 아이를 평범하고 사랑스럽게 돌보는 것에 있다'고 주장하였는데, 이는 엄마가 아이를 주의깊게 안아주는 것(attentive holding)이 핵심이다.
위니컷은 '안아주기, 목욕, 수유 기술 등 엄마가 아이에게 하는 모든 것은 엄마에 대한 아이의 첫 개념에 추가'될 뿐 아니라 안전하게 살아갈 수 있는 공간으로서 신체를 경험하는 능력을 배양하기도 한다고 보았다. 안아주기라는 개념을 가지고서 엄마로부터 가족, 나아가 외부 세계를 유추하고 이해함으로써, 위니컷은 '가족, 학교, 사회생활의 범위가 계속 커지는 것에 있어서 믿음직스러운 안아주기를 꾸준히 해주는 것'이 건강한 발달의 핵심이라고 보았다.
위니컷은 정신치료사의 일을 엄마/아이 유대에 기반한 안아주기 환경의 대체물을 제공하는 것으로 보는 관점을 제공하는데 영향을 주었다. 위니컷은 '분석치료(analytic treatment)에서 올바르고 시기적절한 해석(interpretation)은 실제로 안아주거나 돌봐주는 것보다 더 현실감 있는 신체적 포옹을 받은 감각을 제공한다. 이해는 더 깊어진다'고 보았다.
위니컷은 자신의 저술에서 공감(empathy), 상상(imagination),
그리고 철학자이자 위니컷의 이론에 동의하는 마사 너스바움(Martha Nussbaum)의 용어에서 '불완벽한 두 사람 사이에 사랑을 구축하는 아주 특수한 교류(transaction)'를 강조한다.

## 반사회적 경향
위니컷이 말한 '반사회적 경향(anti-social tendency)'은 안아주기 개념과도 연결되어 있다. 반사회적 경향은 일반인이나 신경증이나 정신병을 가진 사람에게서 발견된다고 그는 말하였다. 비행청소년(delinquent child)에 대하여서 위니컷은 원가족(family of origin) 내에서 결핍된 안정된 안아주기 느낌을 사회에서 찾고 있는 것이라고 하였다. 위니컷은 반사회적 행동(antisocial behaviour)은 가족 내 안아주기 환경이 충분하지 못하거나 균열되었을 때에 온전함이 사라진 것으로 인하여서 촉발되는 도움에 대한 요청이라고 보았다.

## 놀이와 실제라는 느낌
유년기에 상실될 수 있다고 위니컷이 생각한 요소 중 하나는 존재감(sense of being)이다. 그에게 있어서는 일차적인 요소이며 행동감(sense of doing)은 파생되는 것에 불과하다. 존재하기 위한 능력(capacity for being)은 내면에서 진정한 생동감을 느끼는 능력이며, 위니컷은 참자기(true self)의 유지에 필수적인 것이라고 보았다. 이는 유년기 놀이 훈련(practice of childhood play)으로 길러진다고 보았다.
정통 정신분석학에서 무의식적 과정에 통찰력을 두고 관찰하는 것을 강조하였다면, 위니컷은 놀이(playing)가 감정적 정신적 행복의 관건이라고 보았다. 이는 위니컷이 2차대전 당시 정신과의사이자 사회활동가 클레어 브리튼(Clare Britton)과의 협업을 통하여 이러한 개념이 나오게 되었을 가능성이 높다. 클레어 브리튼은 이후에 정신분석가가 되었고, 1945년 아이에게 있어 놀이의 중요성에 관하여 출간하였으며, 위니컷의 두 번째 부인이 되었다. 그가 말한 놀이는, 전 연령 아니들의 놀이 장식뿐 아니라, 성인이 미술, 스포츠, 취미, 유머, 의미있는 대화 등을 통한 놀이 방식을 의미하기도 한다. 어느 연령에서든 놀이가 진정한 자기다움(authentic selfhood)을 발전시키는데 놀이가 중요하다고 보았다. 사람이 놀면 현실감과 자율성, 생동감을 느끼며, 자기가 하는 일에 몰입하게 되기 때문이다. 그는 환자에게 있어 정신분석에서의 통찰력(insight)이 창조적이고 진정한 발견이라는 즐거운 경험(playful experience)으로서 도움이 되지만, 환자가 정신분석가의 권위적인 해석을 강제로 따라하도록 압박을 받을 때에는 위험하며 거짓자기(false self)를 강화할 뿐이라고 하였다. 위니컷은 자신만의 참자기를 만드는 것이 놀이를 통해서만이며, 따라서 정신분석이 효과적이며 놀이 형식으로 해야한다고 보았다.
아이들과의 작업에서, 놀이를 사용한 기법 중 두 개는 구불한 선 게임(squiggle game)과 압설자(壓舌子) 게임(spatula game)이다. 스퀴글 게임에서 위니컷은 아이가 가지고 놀 도형을 그리는 것이다. 이 놀이는 위니컷의 후임자들이 환자가 사용하는 곡선으로서 일부 해석을 사용하는 것의 놀이로 확장하였다.
압설자 게임은 압설자(spatula, tongue depressor, 의사가 환자의 구강을 살펴보고자 혀에 대고 누르는 쇠막대 혹은 나무막대)를 아이 근처에 두고 아이가 가지고 놀게 하는 것이다. 위니컷은 '아이가 만약 보통의 아이라면 관심을 끄는 이 물체를 주목할 것이며, ... 이를 만지려 할 것이다. ... (그러면) 조금 있다가 아이는 이를 가지고 뭘 할지를 발견할 것이다'고 했다. 아이가 압설자를 사용하는 것에 있어 첫 주저함을 보이는 것으로부터, 위니컷은 유년기 혹은 정신분석 중에는 '주저하는 기간(period of hesitation)'이 필요하다는 것으로부터 자신의 생각의 유래를 두었다. 주저하는 기간은 아이가 장난감, 감정 전이(transference)로 나타나는 해석(interpretation)이나 대상(object)과 진정으로 연결되도록 한다.
위니컷의 저술 대부분은 놀 수 있도록 돕는 것이 뭔지, 반대로 노는 것을 막는 것은 무엇인지를 이해하려는 그의 노력을 보여주고 있다. 아이는 자신에게 따뜻하고 즐겁게 반응하는 사람에게 돌봄 받을 때 명랑해질 수 있으며, 엄마가 웃으면서 손으로 얼굴을 가리고 '까꿍'이라고 할 때, 엄마는 아이가 즐거워하며 손가락 사이로 자신을 보고 있다는 것을 보게 된다. 반대로 엄마가 즐겁게 반응하지 않으면 아이는 곧 엄마로부터 놀이를 유도하려는 것을 멈추게 된다. 사실 위니컷은 '놀이는 아이와 엄마 사이의 잠재된 공간에서 이뤄진다. ... 놀이의 시작은 엄마를 신뢰하는 아이의 평생 경험과 연결된다'고 보았다. '잠재된 공간(Potential space)'은 누군가가 자발적으로 즐거울 수 있으면서도 타인과 연결되는, 매력적이고도 안전한 대인관계장이란 의미에서 위니컷이 고안한 용어이다. 또한 잠재된 공간을 기반으로 정신분석 시행에도 활용되었다.
또한 놀이는 이행대상(transitional object)의 사용에서도 볼 수 있다. 이행대상이란, 테디 베어(teddy bear)와 같이 아이들에게 실제이면서도 동시에 허구인 대상에 대하여 위니컷이 고안한 용어이다. 위니컷은 아이의 빙키(Binky) 인형이 진짜 곰인지 아니면 아이의 상상물인지를 아이에게 묻는 사람은 없다고 지적하였다. 또한 그는 빙키는 아이의 상상과 아이 밖 현실 세계 사이에서 규정되지 않으면서도(undenfined) '이행적인(transitional)' 상태에 있는 존재로서 아이에게 빙키를 경험하게 하는 것이 중요하다고 하였다. 위니컷에게 있어 가장 중요하면서도 불안정한 발달 단계는 생후 3년이다. 이때 영아(infant)는 아이(child)로 성장하면서, 타인이 사는 더 큰 세계와 비하여, 자기가 분리되어 있다는 감각을 점차 느끼게 된다. 정상적으로 아이는 자발적이고 참된 자기를 타인과의 놀이로 가져가는 법을 배운다. 그러나 거짓된 자기 장애(false self disorder)가 있게 되면, 아이는 그렇게 하는 것을 불안정하거나 불가능하다고 여기며 타인으로부터 참된 자기를 숨기라는 압박을 받으며, 타인이 원하는 모습대로 하려 한다. 이행대상과의 놀이는 자기와 타자를 이른 시기에 이어주는 중요한 다리이며, 아이에게 관계 안에서 진실되고 창의적으로 행동하게끔 하는 능력을 길러주는데 도움이 된다.
위니컷에게 있어 놀이는 결룩 최초 유년기 경험으로부터 '정치, 경제, 철학, 문화하는 추상적 개념, ... 이러한 제3의 영역(third area)은 놀이에서 유래하는 문화적 경험의 추상적 개념'이라고 그가 명명한 것에 이르기까지 확장된다.

## 참자기와 거짓자기
위니컷은 '자기(self)라는 단어는 ... 우리가 하는 것보다 더 많은 걸 안다'고 하였다. 그는 자기에 관한 철학과 정신분석학의 개념이 매우 복잡하고 난해하며 상당한 양의 특수 용어를 사용하여 설명하는 반면, 기존의 의미 범위에서는 자기라는 평범한 단어에 실용적인 유용성이 있다고 말한다. 예를 들어, 다른 정신분석학자들은 프로이트의 자아(ego)와 초자아(id)라는 용어를 사용하여 개인의 심리의 여러 기능을 설명하려 하지만, 위니컷은 때때로 양자를 포괄하는 '자기(self)'를 사용한다. 위니컷에게 있어 자기는 창조성에 중대한 역할을 하는 정신적 감정적 행복의 매우 중요한 부분이다. 그는 사람은 뚜렷하게 발달된 자기는 없으며, 자라면서 진정한 자기의 의미를 찾아가야 한다는 것이다. '위니컷에게 있어 현실감을 느끼고 타자 그리고 자신의 신체와 과정에 연결되어 있다는 것을 느끼는 것은 삶을 살아가는데 필수였다.'

### 참자기
'오로지 참자기만이 창조적이고 오로지 참자기만이 현실을 생생하게 느낄 수 있다.' 위니컷에게 있어 참자기(True Self)는 살아있다는 느낌이자 마음과 몸에 있어 실제감을 느끼는 것이며, 자발적이고 강압적이지 않은 상태를 느끼는 것이다. 살아있음(aliveness)을 경험한다는 것은 타인에게 진심으로 가까워지고 창조적이게 한다는 것이다.
위니컷은 참자기가 영아 시기에 아기와 1차양육자(위니컷은 주로 엄마the mother라고 말함) 사이의 관계 속에서 발달하기 시작한다고 하였다. '엄마'가 아기에게 진정한 자기를 발전시키도록 돕는 방법은 아기의 자발적인 느낌, 표현, 주도권(initiative)에 대하여 따뜻하고 안심시켜주는 방식으로 반응하는 것이다. 이런 방식으로, 아기는 자신이 느끼는 것을 표현할 때 아무런 나쁜 일도 일어나지 않는다는 확신감이 들며, 그래서 자신의 감정은 위험하거나 문제가 없으며, 감정들을 통제하거나 회피하는 것에 과도한 관심을 보일 필요가 없다는 것이다. 아이는 자신이 실제로 살아있다는 느낌, 존재한다는 느낌, 감정과 행동에는 의미가 있다는 느낌을 받는다.
위니컷은 영아가 넘어야 할 발달 허들 중 하나는 실제론 자신이 얼마나 작고 무력한지를 너무 이른 시기에 너무 잘 알아야 한다는 것에 트라우마를 입어야 하는 위험이다. 현실세계 위험들을 너무 잘 아는 아이는 지나치게 불안하여 적당람을 배워야 하는 것이 어려워진다. 충분히 좋은 아빠나 엄마(good-enough parent)는 아기가 전능(omnipotence)하다는 착각을 갖는 것을 방지하는 데에 적당히 조율이 잘 되어 있고 반응도 잘 한다. 예를 들어, 잘 돌봄을 받은 아기는 젖을 먹기 전에 오랜 시간동안 허기를 느끼지 않는다. 위니컷은 부모가 아기에게 음식을 주는 것에 있어 빠른 반응을 보이는 것은 아기로 하여금 배고플 때마다 마치 마법처럼 혹은 자신이 배가 고프기만 하면 음식이 나타나게 만드는 것처럼 음식이 나타난다는 느낌을 아기에게 준다고 보았다. 위니컷은 이러한 힘을 느끼는 것이 아기로 하여금 확신감과 차분함, 호기심, 그리고 많은 에너지를 방어에 들일 필요가 없다는 것을 배울 수 있다는 것을 느끼게 한다고 보았다.

### 거짓자기
위니컷의 저술에서, '거짓자기(False Self)는 방어책(defence)이자 타인의 기대를 따르는 행동의 가면이라고 보았다. 위니컷은 건강한 상태에서 거짓자기는 개인이 '정중하고 예의바른 태도'를 공공에 보이는 것이라고 보았다.
그러나 위니컷은 삶의 어느 시점에서 자기 자신에게서 자발성, 살아있다는 느낌, 혹은 생생한 실제라는 느낌을 받을 수 없으며 생생하게 느끼고 있다는 쇼를 그럭저럭 해내는 환자에게서 더 심각한 감정상의 문제를 보았다. 이런 환자는 내면에 비어 있는 느낌, 죽어 있는 느낌, 거짓된다는 느낌을 갖고 있다.
위니컷은 이러한 극단적인 종류의 거짓자기는 합리적으로 아이에게 잘 맞춰진(attuned) 돌봄이 없어, 불안정하거나 압도되는 느낌의 환경에 대한 방어책으로서, 영아기부터 발달하기 시작한다. 그는 부모가 완벽하게 잘 맞춰줄 필요는 없지만, 감정과 신체 모든 부분에 있어 압도할 정도의 극단적인 수준의 불편이나 불안을 느끼는 것을 막아줄 정도로 '일반적인 정도로 헌신하거나(ordinarily devoted)' '충분할 정도로 좋은(good enough)' 것이면 된다고 보았다. 그러나 외부 보호가 없는 아기는 자신의 미숙한 방어책을 가지고서 최선을 다해야 한다는 것이다.
위니컷이 생각한 아기가 의지할 수 있는 주요 방어책 중 하나는 순종(compliance) 혹은 자발적으로 자신의 감정과 생각을 표현하는 것이 아닌 타인을 기쁘게 해주는 바람에서 추동된 행동이다. 예를 들어, 양육자가 심각하게 우울하면 아기는 양육자의 반응성(responsiveness)이 없다는 것을 불안하게 느끼고, 전능의 환상(illusion of omnipotence)을 즐길 수 없으며, 대신 '좋은 아기(good baby)'가 되는 방식을 통하여서 반응해주지 못하고 불행해 하는 양육자로부터 긍정적인 반응을 이끌어 내기 위한 방법을 찾는데 관심과 에너지를 쏟을 것이다. 거짓자기는 안전하지 못한 외부세계로부터 참자기를 지키기 위한 방법으로서 타인의 요구를 예측하고 이에 순종하는 것을 끊임없이 추구하는 방어책인 것이다.
위니컷은 거짓자기가 내사(introjection) 과정을 거쳐서 발달하거나 타인의 경험을 내면화(internalize)하는 과정을 거쳐서 발달한다고 보았다. 자신의 자발적이고 강압되지 않은 느낌, 사고, 주도권에 자신의 성격의 기반을 마련하는 것 대신, 거짓자아 장애를 가진 사람은 타인의 행동을 모방하고 내면화한다. 이들은 겉으론 엄마, 아빠, 형제, 간호사, 혹은 자신의 세계를 지배한 사람들과 비슷해지게 되지만, 내면으로는 지루하거나 공허하거나 죽어있다거나 가식이라는 느낌을 받는다. 그는 이것이 무의식적 과정으로 보았다. 타인뿐 아니라 본인도 거짓자기를 실제 성격으로 착각하였다. 그러나 출세 혹은 사회적 이익으로, 진정한 생생한 느낌을 받지 못하고, 정말로 살아있다는 느낌 혹은 행복한 느낌이 없을 것이다.
참자기와 거짓자기의 구분은 프로이트가 1923년 고안한 초자아(the Superego) 개념에서 발달하였다. 초자아는 자아(the Ego)가 리비도적(libidinal)인 이드(Id) 충동을 수정하고 금지하도록 강요하는 것으로, 과도한 억압을 야기할 수도 있지만 환경을 인식하고 거기에 반응하는 방식을 바꿀 수도 있다. 그러나 이드, 자아, 초자아가 복잡하고 다양하며 상호연관된 체계로서 이러한 이분법에 잘 맞지 않는다는 점에서, 동일한 것은 아니라는 것이다. 위니컷의 이론은 칼 로저스(Carl Rogers)의 참된 자기(the Real self)와 이상화된 자기(the Ideal self)의 단순화된 개념과 닮았다는 것에 가깝다. 위니컷에 의하면, 매 사람마다 참자기와 거짓자기를 구분하는 것의 범위는 건강한 것과 정신병적인 것 사이의 연속체(continuum)에 위치할 수 있다. 참자기는 건강한 상태에서는 생동감, 실제감, 창조할 수 있다는 느낌을 주며, 항상 일부분이거나 숨겨져 있을 것이다. 거짓자기는 환경에 복종하는 적응방식이지만 건강한 상태에서는 개인의 내면 생활을 지배하지 않으며, 자발적 느낌을 표현하지 않아도 느끼는 것 자체를 막지도 않는다. 건강한 거짓자기는 참자기에 충실하다. 타인의 기대에 순응하지만 참자기를 배신하였다는 느낌은 없다.

## 칼 융에 대한 평가
칼 융(Carl Jung)에 대한 위니컷의 평가는 융의 자서전적 성격의 책 『기억, 꿈, 사상(Memories, Dreams, Reflections)』에 대한 서평에서 보인다. 여기서 위니컷은 첫 세 장에 초점을 맞췄다.
모든 정신분석자들은 반드시 읽어야 한다. 특히 첫 장 First Years를 읽어야 한다. 위니컷(every psychoanalyst must read’ and in particular the first chapter, ‘First Years’. Winnicott)

위니컷은 4살 무렵부터 발병한 융의 정신병 경력에 대하여 자신의 이론틀에서 논의하였다. 위니컷은 프로이트와 융의 관계에 대하여서도 언급하였다. 또한 융학파(Jungian)의 집단 무의식(Collective unconscious)과 융의 자기(Self) 개념도 논의하였다.

## 비판과 영향
위니컷의 이론에서 수용되지 못하는 부분은 멜라니 클라인(Menlanie Klein)의 이론을 중심으로 이뤄진 클라인학파(Kleinian) 관점에 대한 그의 노력이다. 그러나 클라인학파의 입장에서 위니컷이 선망(envy)과 죽음 충동(death drive)의 개념을 거부하는 것이 멜라니 클라인이 영아기에서 발견한 혹독한 현실로부터의 저항적 후퇴(resistant retreat from the harsh realities)에 해당하지만, 위니컷이 클라인과 너무 가까우며, 오이디푸스 컴플렉스(Oedipus complex)로부터 떨어져서 전오이디푸스 컴플렉스(pre-oedipal complex)로 초점이 퇴행적으로 이동한다는 클라인의 이론과 공통점이 있다고 보았다.
정신분석학자이자 'Squiggle Foundation'의 전 회장 얀 아브람(Jan Abram)은 주류 정신분석 트레이닝으로부터 위니컷 이론을 누락시키려는 논리적 해석에 불과하다고 말하였다. 아브람은 위니컷의 연구를 한층 상승시키려 하려는 의도였기에 편파적이라고 평가받기도 한다. 클라인학파 정신분석과는 반대로, 환경(environment)이라는 관점, 일상용어 사용, 부모 공동체를 다루는 것은, 위니컷을 클라인학파와 거리를 두게 하고 위니컷에게 '적소(適所, niche)'를 만들어 준다고 설명한다.
또한 위니컷은 엄마(Madonna)와 아이의 전통관념 속에서 이상화된 엄마라는 이론적 입장에 기반하고 있다고 비판받는다. 위니컷이 유년기 역할(childhood play, 위니컷의 추종자 일부는 더 과장됨)에 대한 맹신이라는 윌리엄 워즈워스(William Wordsworth)의 낭만주의(Wordsworthian Romanticism)는 물론, 성애(the erotic)를 경시하는 것과도 연관되어 있다.
위니컷의 참자기와 거짓자기 이론은 우울한 모친을 돌봐야 했던 자신의 유년기 시절 경험에 과도하게 영향을 받았다. 이 경험은 위니컷으로 하여금 이른 시기에 성숙한 자기(mature self)가 발달하게 한 결과를 가져왔으며, 이후에야 위니컷은 이를 없앨 수 있었다.
그럼에도 위니컷은 연구의 위상과 폭, 세밀함에 있어 지그문트 프로이트(Sigmun Freud)에 비견될 20세기 정신분석자 중 한 명이다.
자크 데리다(Jacques Derrida)와 함께 위니컷은 철학자 베르나르 스티글러(Bernard Stiegler)의 『무엇이 삶을 가치있게 만드는가? 약리학에 대하여(What Makes Life Worth Living: On Pharmacology)』 (2010)에 기반이 되었다.

## 같이 보기
- 참자기와 거짓자기
- 충분히 좋은 부모
- 혼자일 수 있는 능력

## 저서

### 생전 출간
- Clinical Notes on Disorders of Childhood (London: Heinemann, 1931)
- C. Britton and D. W. Winnicott, "The problem of homeless children". The New Era in Home and School. 25, 1944, 155-161
- Getting To Know Your Baby (London: Heinemann, 1945)
- The Child and the Family (London: Tavistock, 1957)
- The Child and the Outside World (London: Tavistock, 1957)
- Collected Papers: Through Paediatrics to Psychoanalysis (London: Tavistock, 1958)
- Review: Memories, Dreams, Reflections: By C. G. Jung (London: Collins and Routledge, 1963). Donald W. Winnicott. DOI:10.1093/med:psych/9780190271398.003.0016
- The Child, the Family and the Outside World (London: Pelican Books, 1964)
- The Family and Individual Development (London: Tavistock, 1965)
- Maturational Processes and the Facilitating Environment: Studies in the Theory of Emotional Development (London: Hogarth Press, 1965)
- Playing and Reality (London: Tavistock, 1971)
- Therapeutic Consultation in Child Psychiatry (London: Hogarth Press, 1971)
- The Piggle: An Account of the Psychoanalytic Treatment of a Little Girl (London: Hogarth Press, 1971) ISBN 0-140-1466-79

### 사후 출간
- Simon A. Grolnick; Leonard Barkin; Werner Muensterberger, 편집. (1978). 《Between reality and fantasy: transitional objects and phenomena. Classical psychoanalysis and its applications》. J. Aronson. ISBN 978-0-876683187.
- Deprivation and Delinquency (London: Tavistock, 1984)
- Human Nature (Winnicott Trust, 1988) notebooks
- Kanter, Joel, 편집. (2004). 《Face to Face with Children. The Life and Work of Clare Winnicott》. London, New York: Routledge. ISBN 978-1855759978.
- Lesley Caldwell; Helen Taylor Robinson, 편집. (2016). 《The Collected Works of D. W. Winnicott》. Oxford University Press.
- Karnac, Harry (2018). 《After Winnicott: Compilation of Works Based on the Life, Writings and Ideas of D.W. Winnicott》. London: Routledge. ISBN 978-0-429910661.